# Cimetière Saint-Chéron de Chartres
Le cimetière Saint-Chéron est l'un des cimetières de la ville de Chartres dans le département d'Eure-et-Loir et le plus ancien. Situé sur une hauteur, il offre une vue remarquable sur la ville et le côté sud de la cathédrale Notre-Dame de Chartres.

## Histoire et description
Ce cimetière est situé en surplomb de la ville de Chartres et s'étend sur treize hectares avec onze mille tombes. Il doit son nom à la paroisse Saint-Chéron de Chartres.
Il dispose encore d'un patrimoine ancien important avec nombre de chapelles familiales de notabilités locales et de tombes ouvragées, dont beaucoup dans la partie ancienne sont d'ecclésiastiques avec des symboles sculptés de leur ministère : étoles, ciboires, comme la stèle du chanoine Ychard, celle du curé Delorme, celle du chanoine Romet ou celle du chanoine Provost, instruments de la Passion, bas-reliefs néogothiques avec la Vierge, comme la stèle du chanoine Bourlier, colombe du Saint-Esprit, etc..

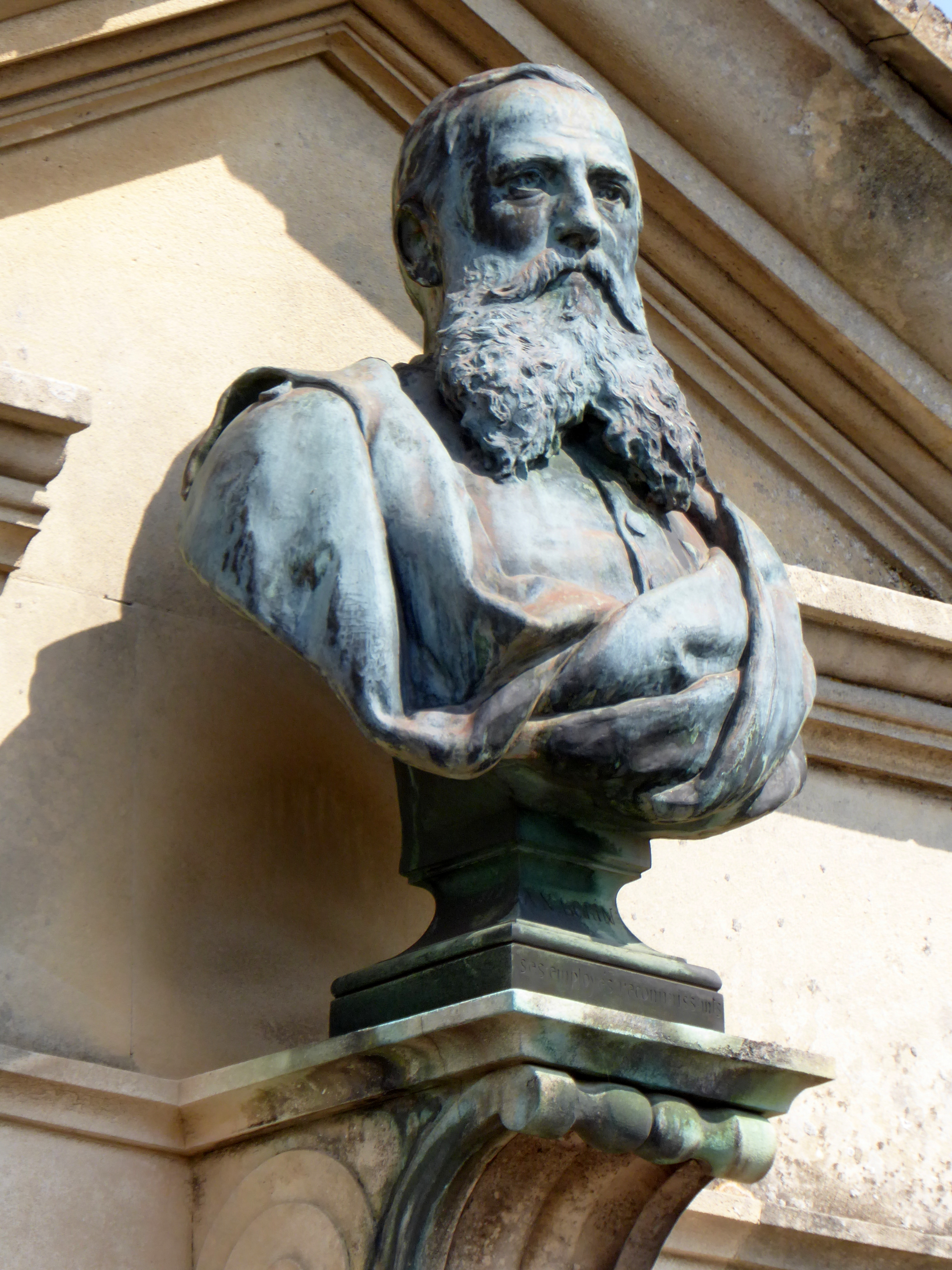
Le buste de Nicolas Lorin.

Certaines sépultures sont ornées de bustes, dont le buste en bronze du maître-verrier Nicolas Lorin sur la façade de sa chapelle.
Sont également présents de nombreux médaillons, notamment :
- Celui du curé Pierre-Alexandre Lecomte ;
- Le médaillon en terre cuite de l'ingénieur inventeur d'instruments agricoles V.E. Adam (1817-1907) ;
- Le médaillon en marbre de la chapelle de la famille Legendre ;
- Le médaillon en bronze du directeur général Courtial ;
- Le médaillon en bronze de l'abbé Jumentier.

Une des statues les plus remarquables est La dame voilée de la sépulture Brandon.
Des allées sont bordées d'ifs taillés en topiaires. On remarque deux monuments aux morts identiques de la guerre franco-allemande de 1870 séparés par une allée, l'un en hommage aux soldats français (233 morts) et l'autre, édifice plus rare, en mémoire des soldats allemands : « Hier ruhen 259 deutsche tote 1870-1871 » (Ici reposent 259 morts allemands). Le cimetière possède également un important carré militaire.

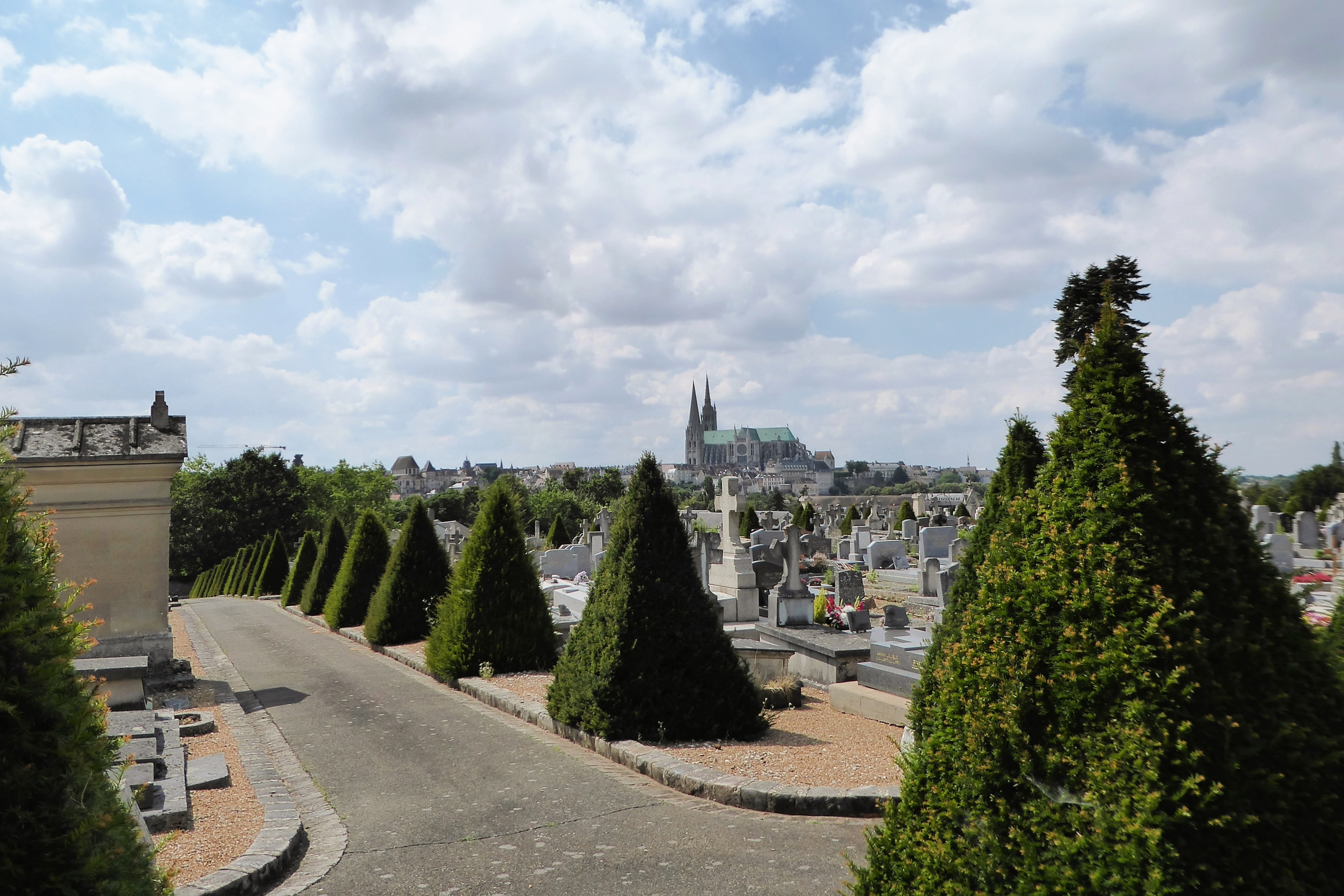
Allée d'ifs taillés en topiaires.
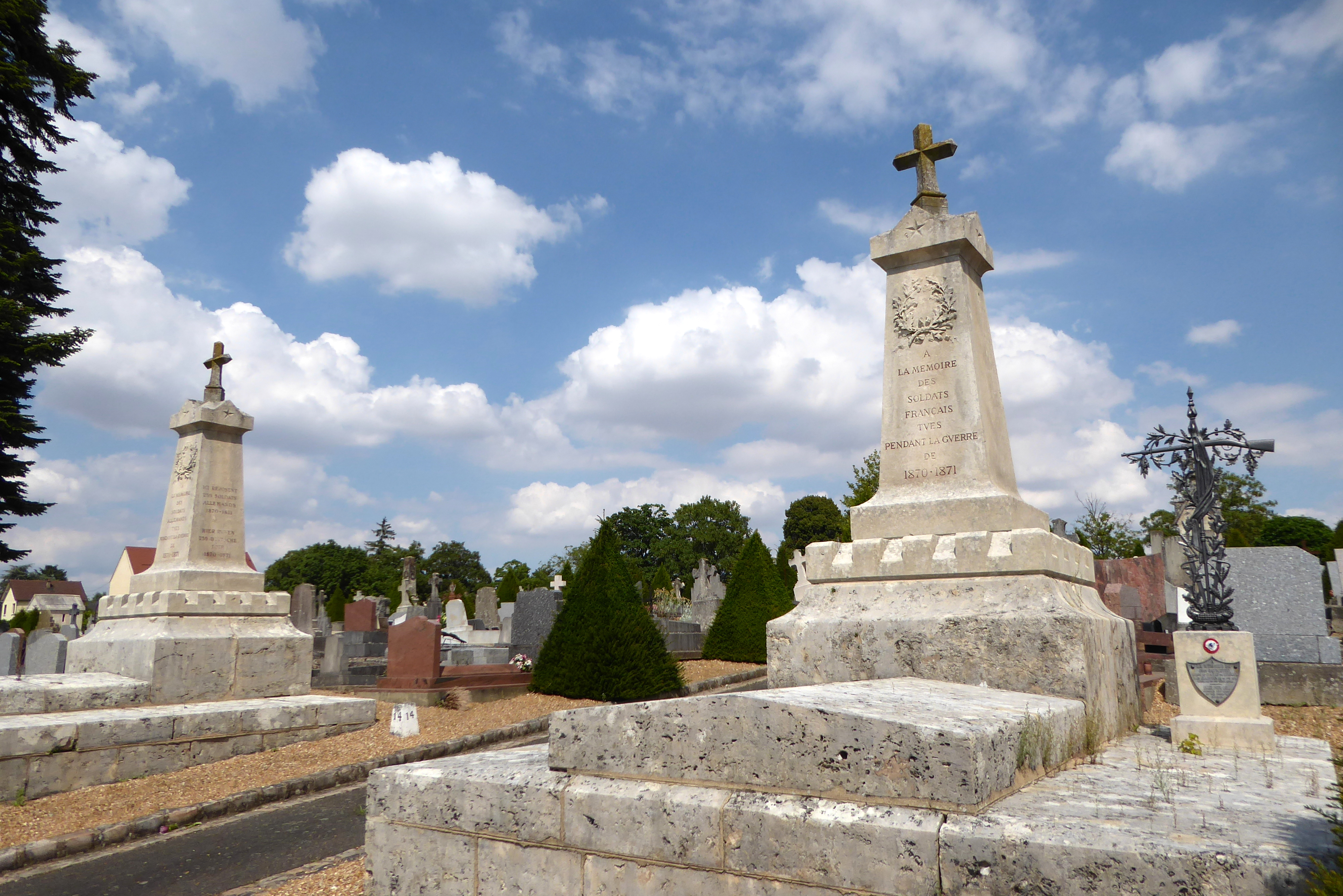
Les monuments aux morts allemand et Français de la guerre de 1870.
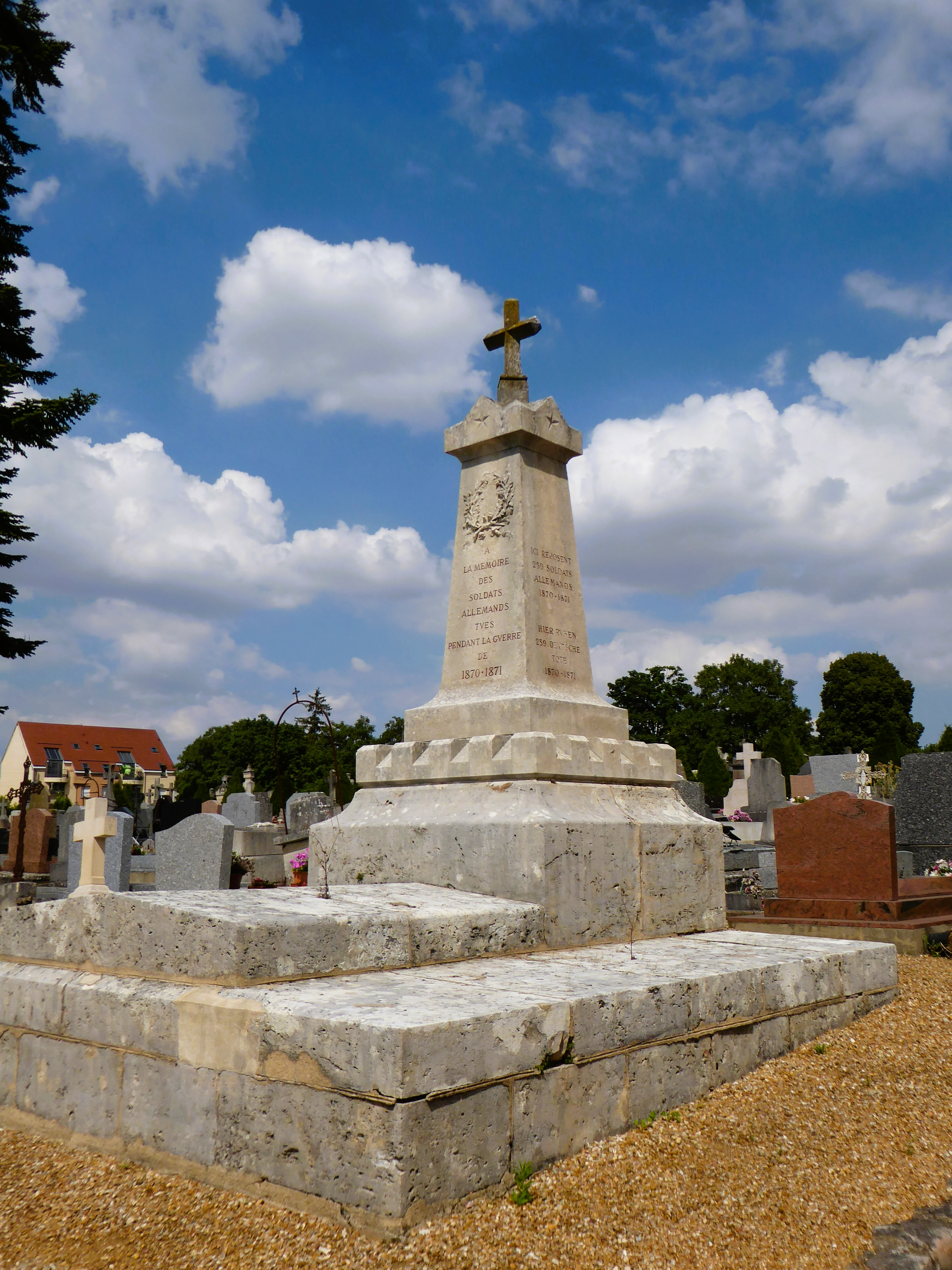
Monument aux morts allemands.
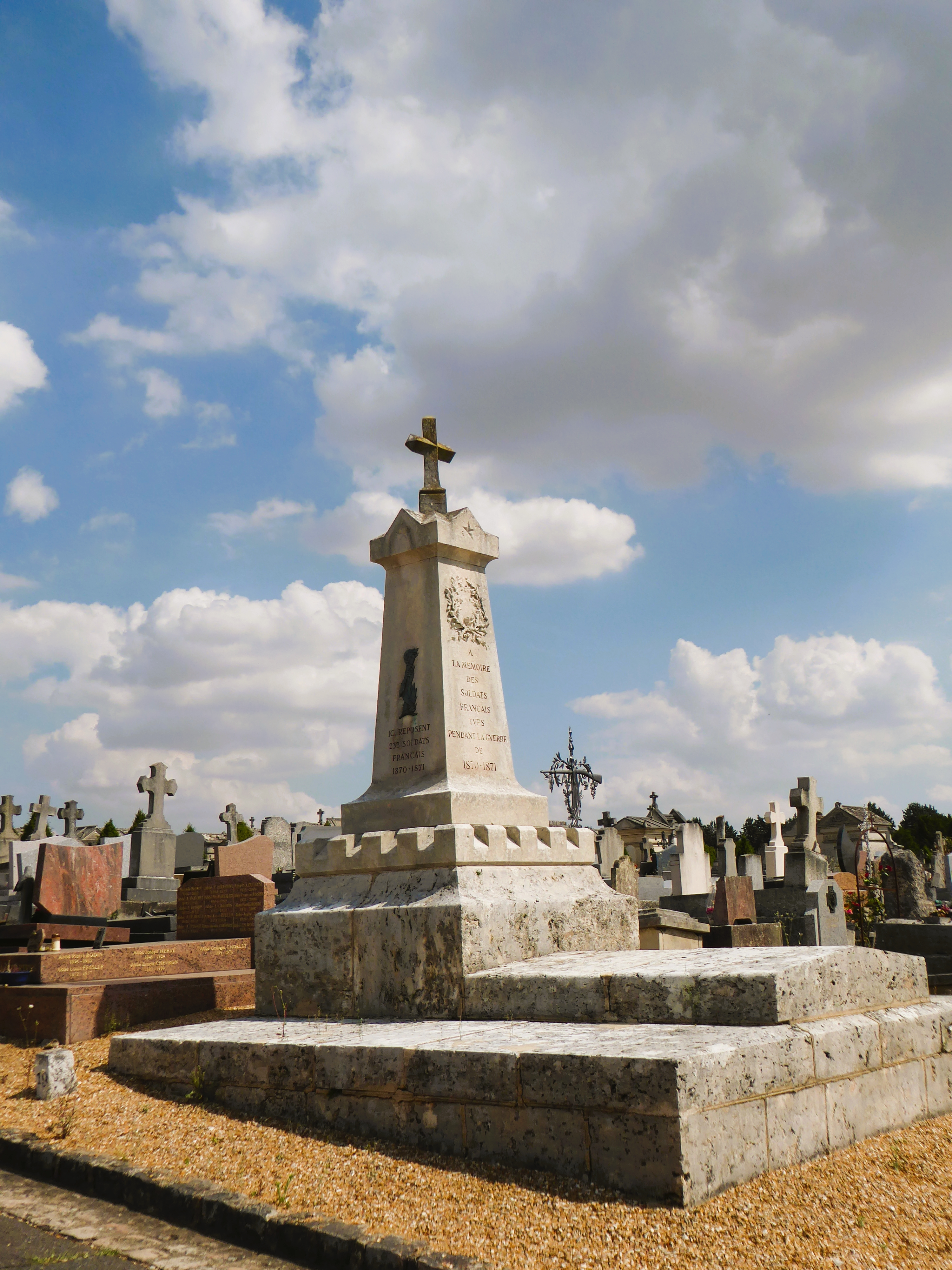
Monument aux morts français.
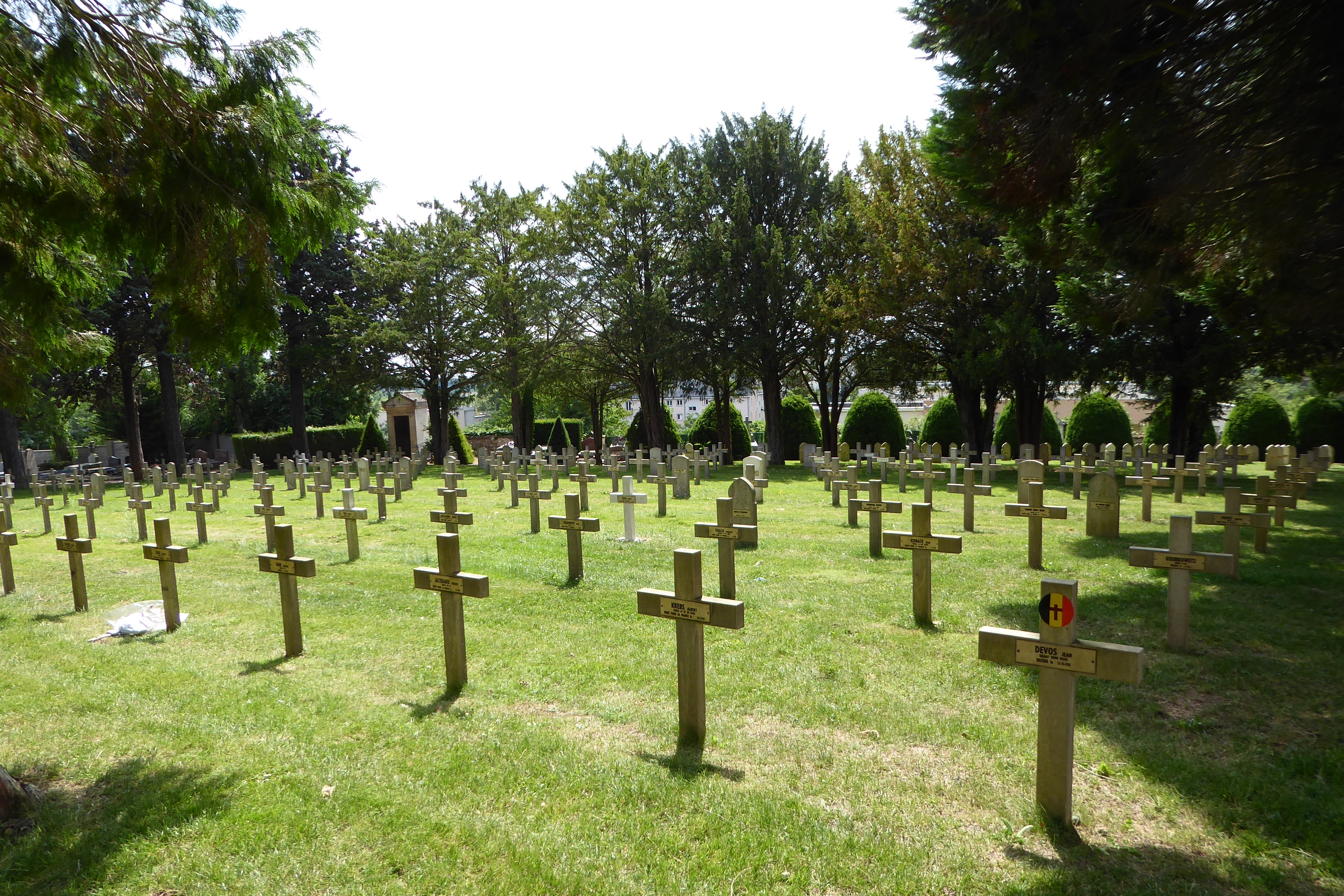
Carré militaire.

Ce cimetière au riche patrimoine bien entretenu dégage une atmosphère de recueillement et impressionne par son allure romantique.

## Personnalités inhumées

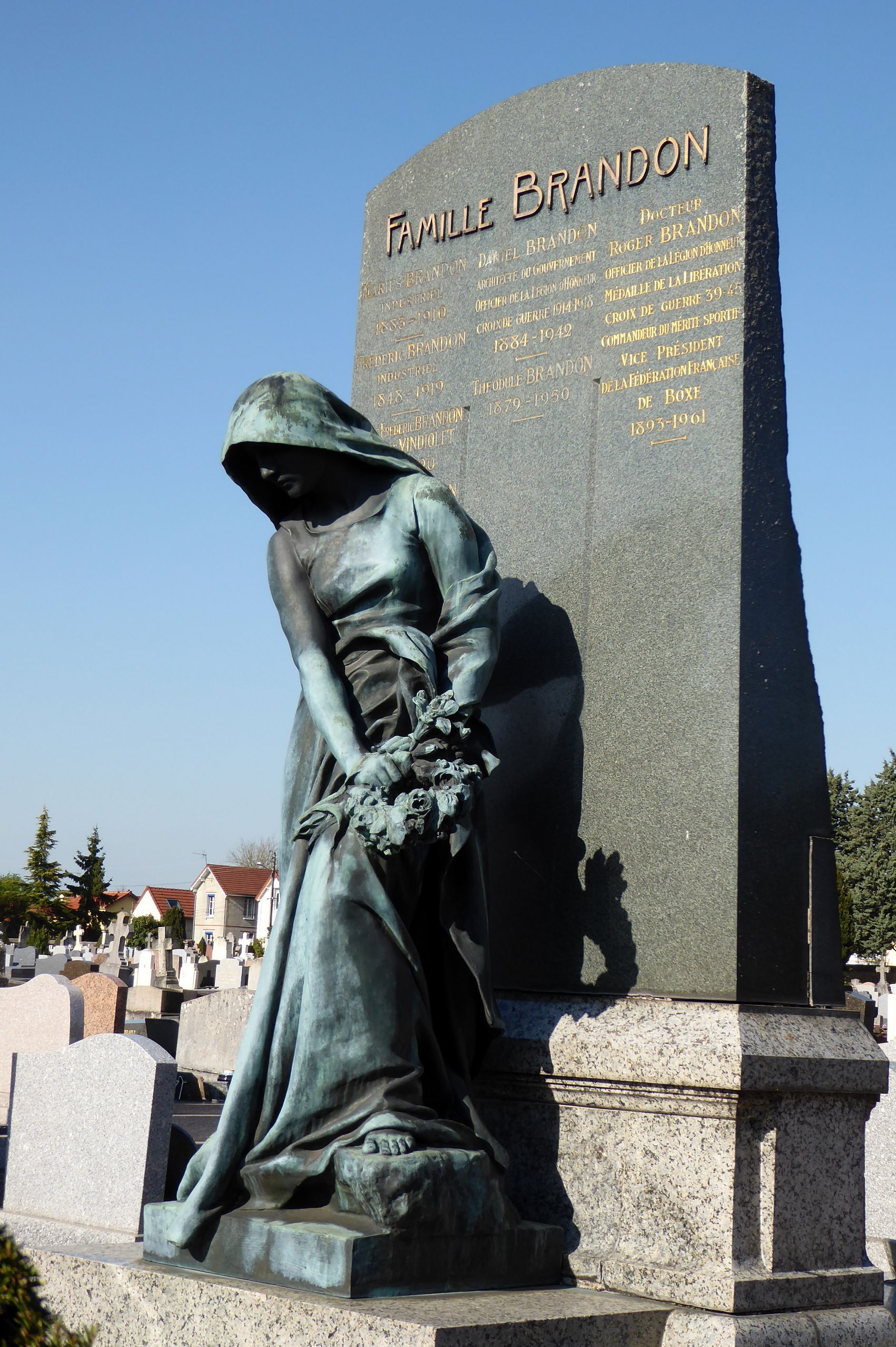
Sépulture Brandon.

- Comte Alphonse d'Agoult (1784-1864), colonel de cavalerie, garde du corps de Louis XVIII, chevalier de Saint-Louis, chevalier de Saint-Jean de Jérusalem, chevalier de la Légion d'honneur
- Raoul Brandon (1878-1941), architecte, puis député de la Seine; et son frère Daniel Brandon (1884-1942), architecte (statue)
- Michel Chasles (1793-1880), mathématicien (chapelle)[4] ; son tombeau au Père Lachaise est un cénotaphe et abrite d'autres membres de sa famille
- Philarète Chasles (1798-1873), cousin germain du précédent, critique littéraire, écrivain, traducteur, conservateur à la Bibliothèque Mazarine, mort du choléra à Venise
- René Fauconnier (1877-1925), sous-préfet de Bayonne, préfet détaché au ministère des Affaires étrangères pour mission en Syrie
- Georges Fessard (1844-1918), notaire, cofondateur de La Dépêche d'Eure-et-Loir, maire de Chartres, sénateur
- Louis-Ambroise Hervet (1790-1870), juge, ancien garde du corps de Louis XVIII
- Raymond Isidore dit « Picassiette » (1900-1964), artiste naïf[5]
- Abbé Claude-Adrien Jumentier (1749-1840), vicaire épiscopal, député suppléant du clergé aux États généraux de 1789, fondateur et conservateur de la bibliothèque de Chartres (médaillon de bronze par Henri Parfait)
- Émile Levassor (1843-1897), associé de Panhard pour la production d'automobiles[6]
- Gustave Lhopiteau (1860-1941), sénateur d'Eure-et-Loir et garde des sceaux (sarcophage)
- Nicolas Lorin (1833-1882), maître-verrier (chapelle avec buste de Lorre, vitraux d'Alfred Manessier), son fils Charles Lorin (1874-1940) et son petit-fils François Lorin (1900-1972)
- Daniel Ossig (1939-2019) musicien saxophoniste de Jazz International[7]
- Émile Peulvey (1836-1906), architecte (stèle-mur et colonnes de fronton avec sarcophages)
- Jean Pisani (1896-1958), directeur d'une briqueterie à Bône (Algérie française), assassiné par le FLN le 26 février 1958[8], corps rapatrié par la suite à Chartres
- Albert Poyer (1836-1914), médaillé de 1870, chevalier de l'ordre national de la Légion d'honneur, capitaine de la compagnie de sapeurs pompiers de Chartres[9]
- Marcel Roux (1878-1922), peintre et graveur
- Anne Nicolas Alexandre Texier (1772-1846), député sous Louis-Philippe (obélisques jumeaux)
- Albert Thibault (-1951), peintre naïf dans la lignée du Douanier Rousseau[10]

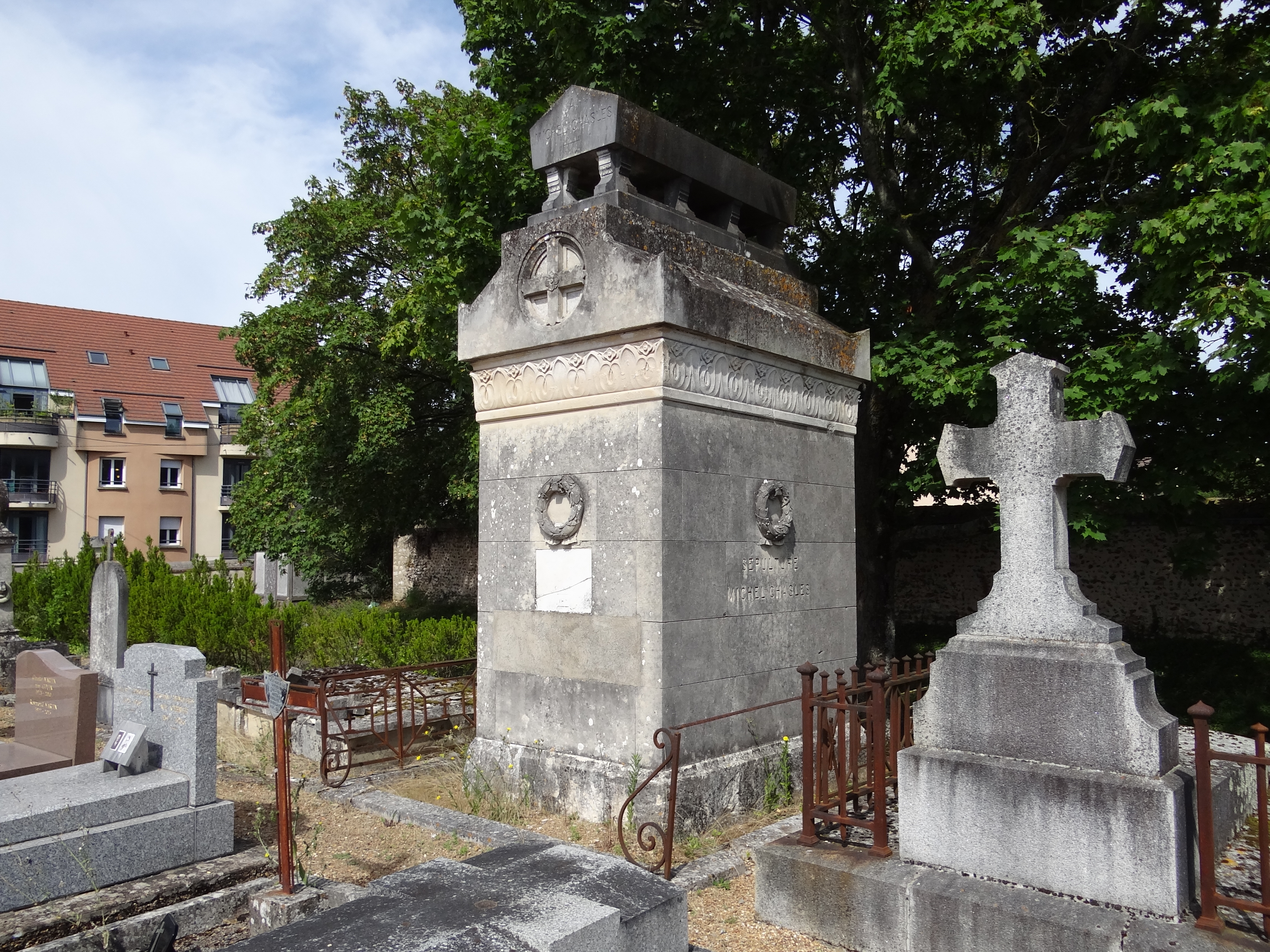
Monument funéraire de Michel Chasles.
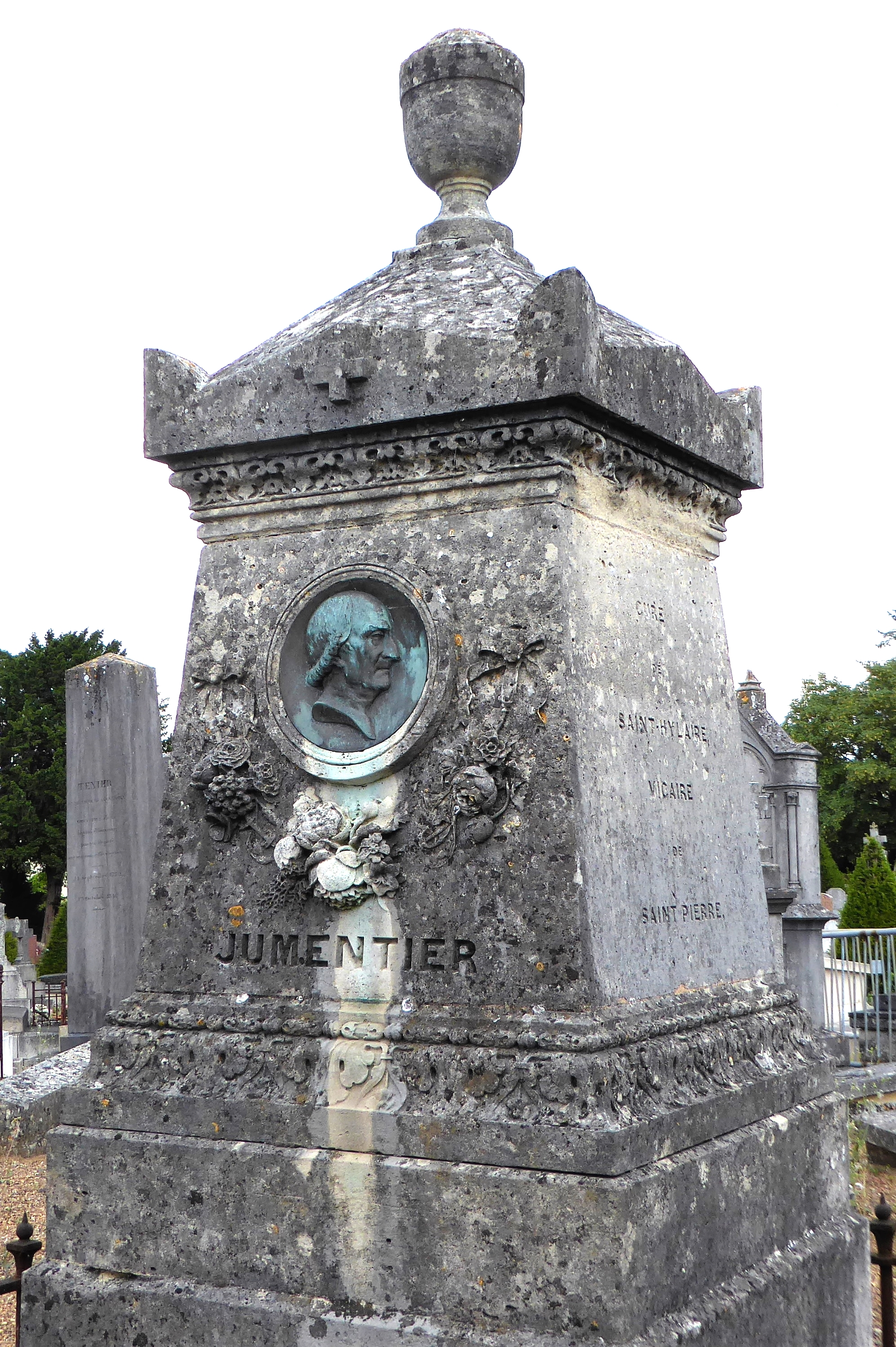
Tombe de l'abbé Jumentier.
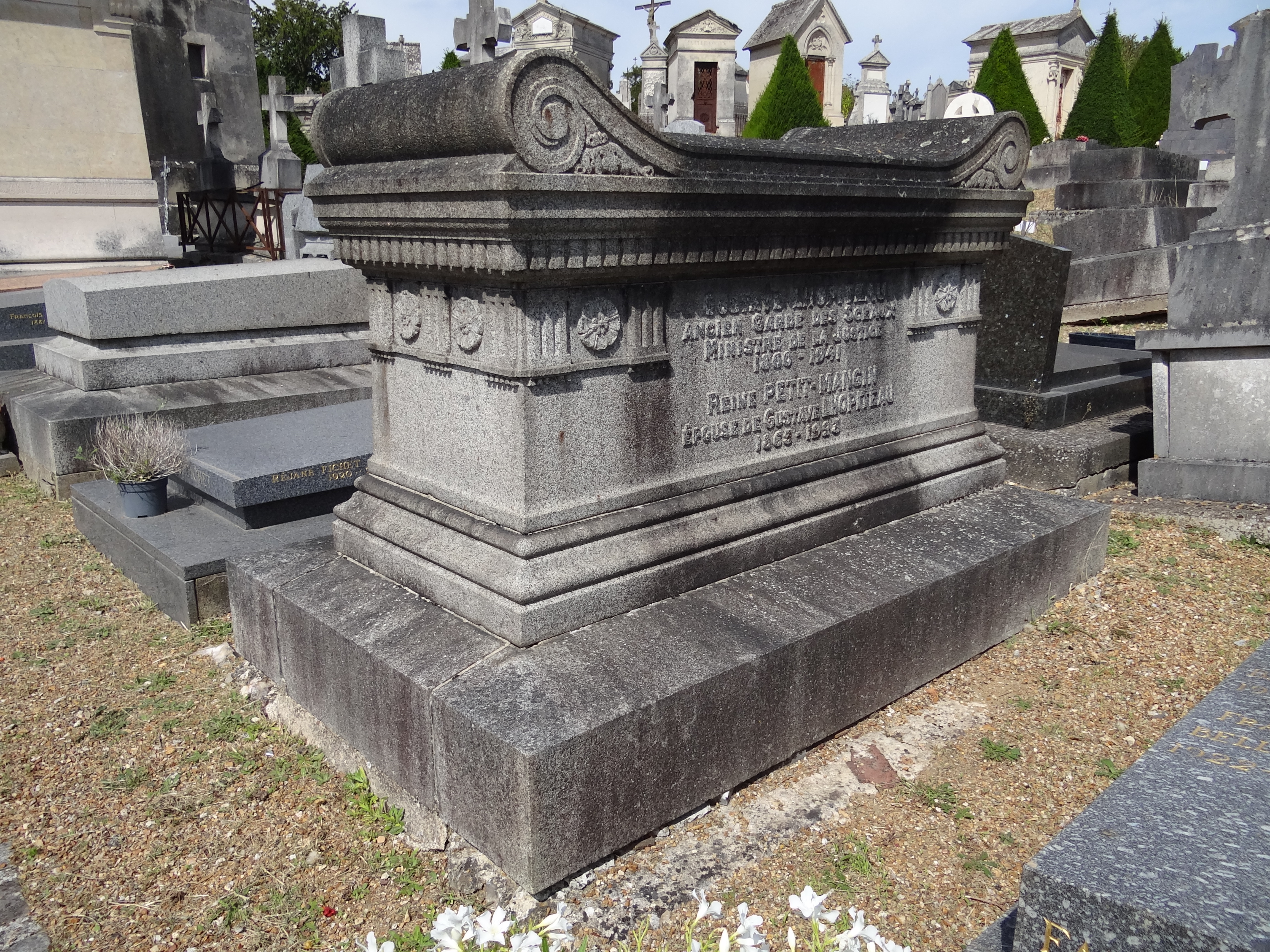
Sarcophage de Gustave Lhopiteau et de son épouse, née Petit-Mangin.
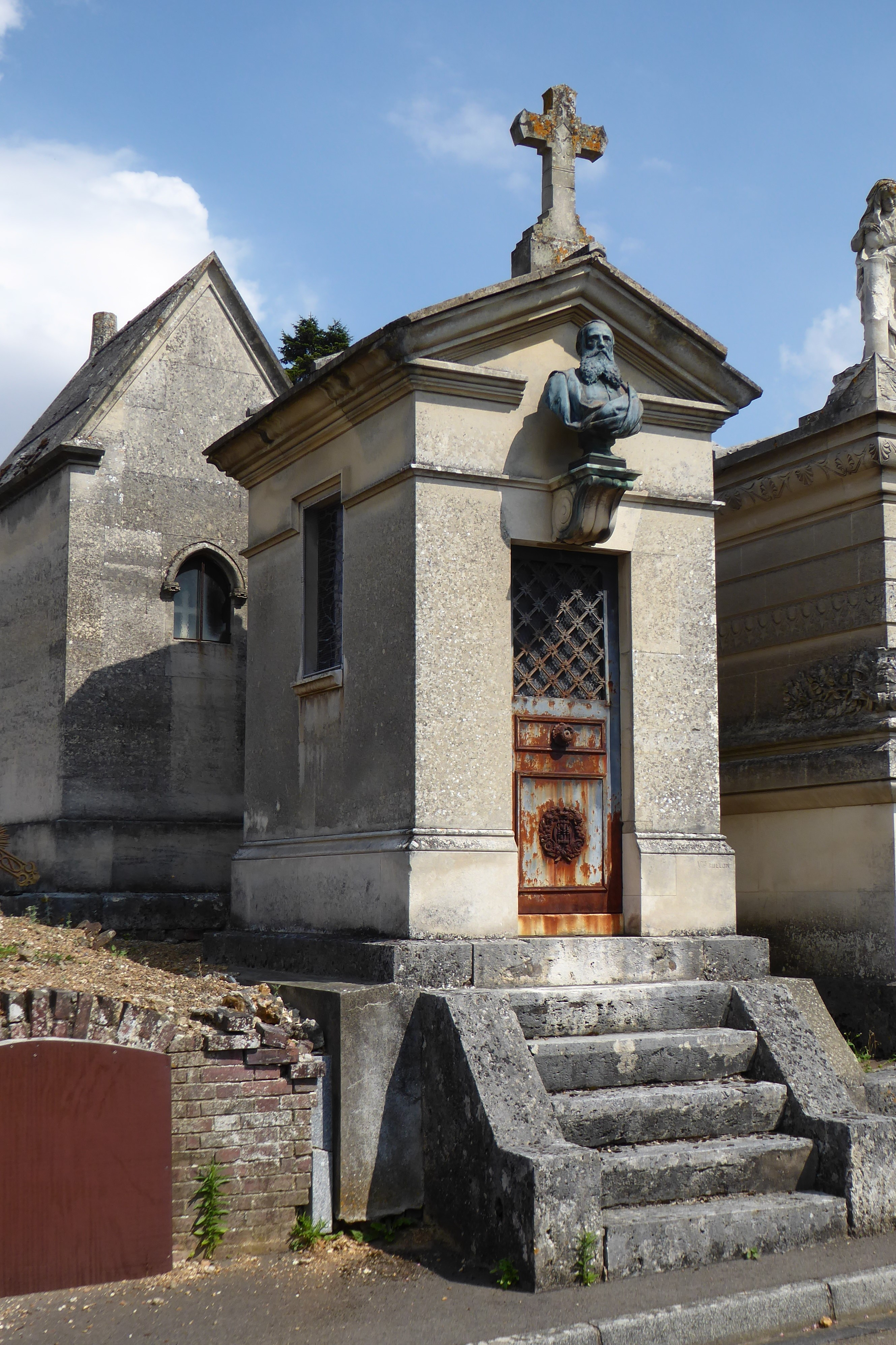
Chapelle Lorin.
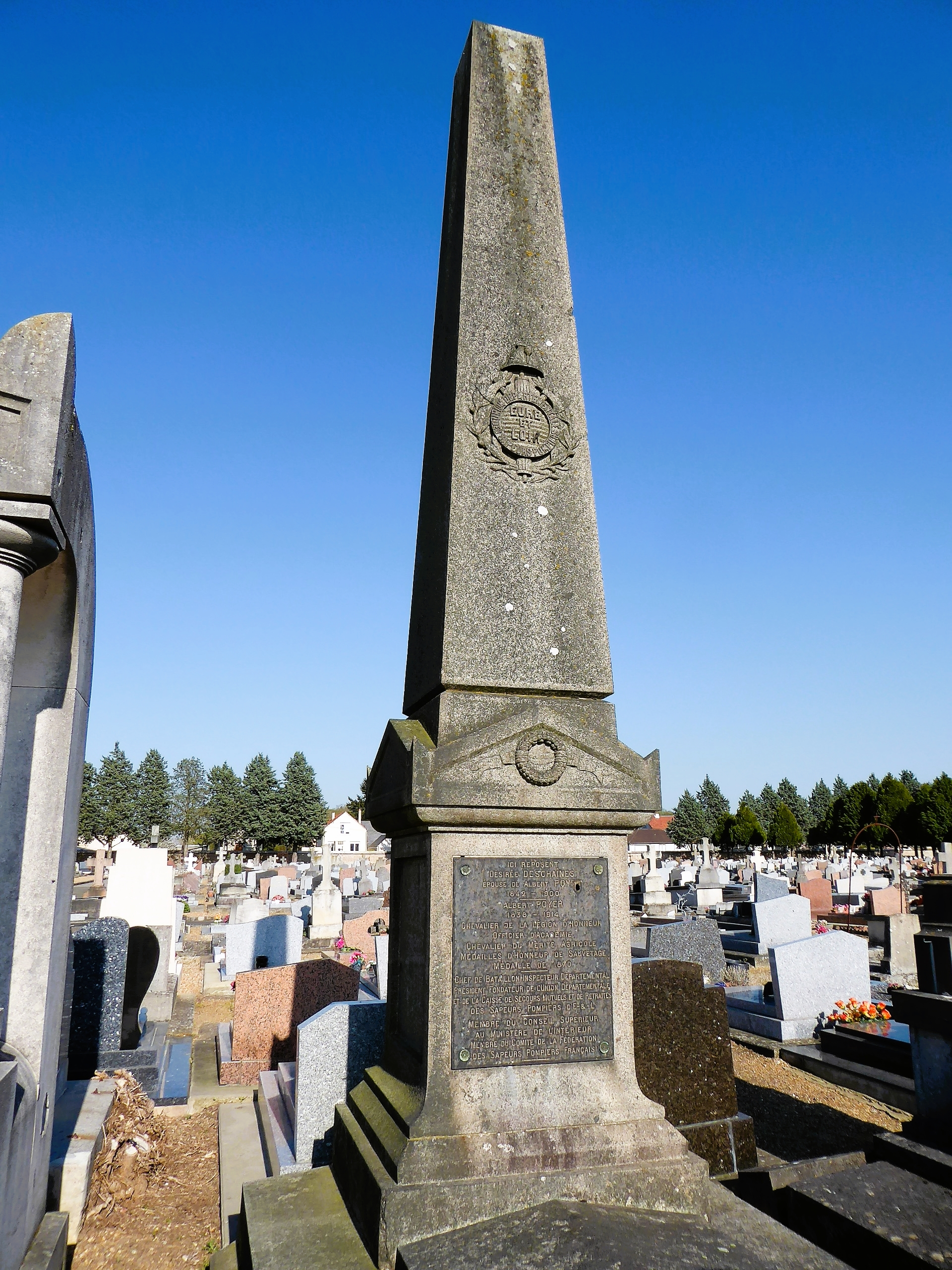
Sépulture d'Albert Poyer (1836-1914), médaillé de 1870.
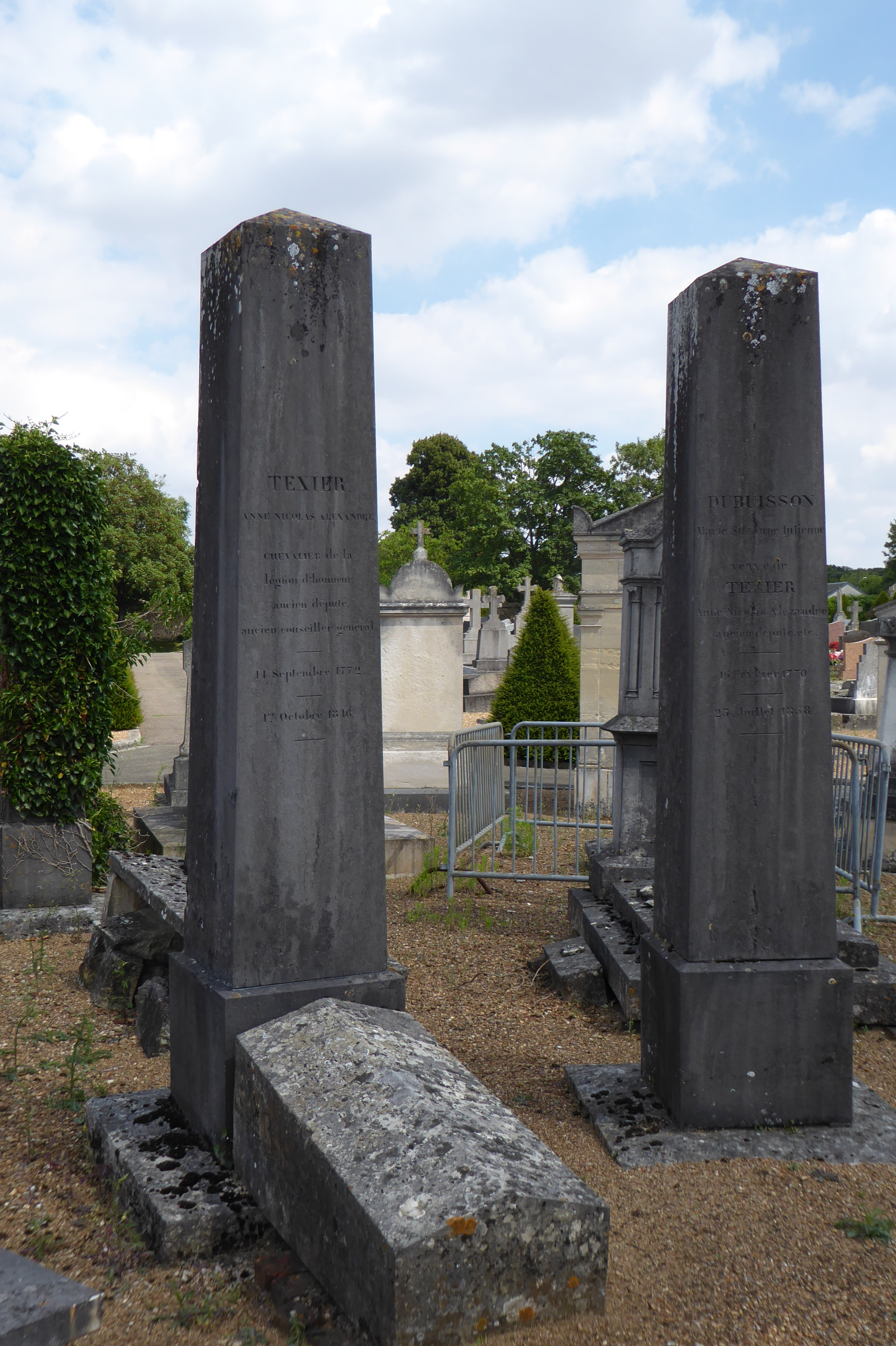
Sépulture du député Texier et de son épouse.
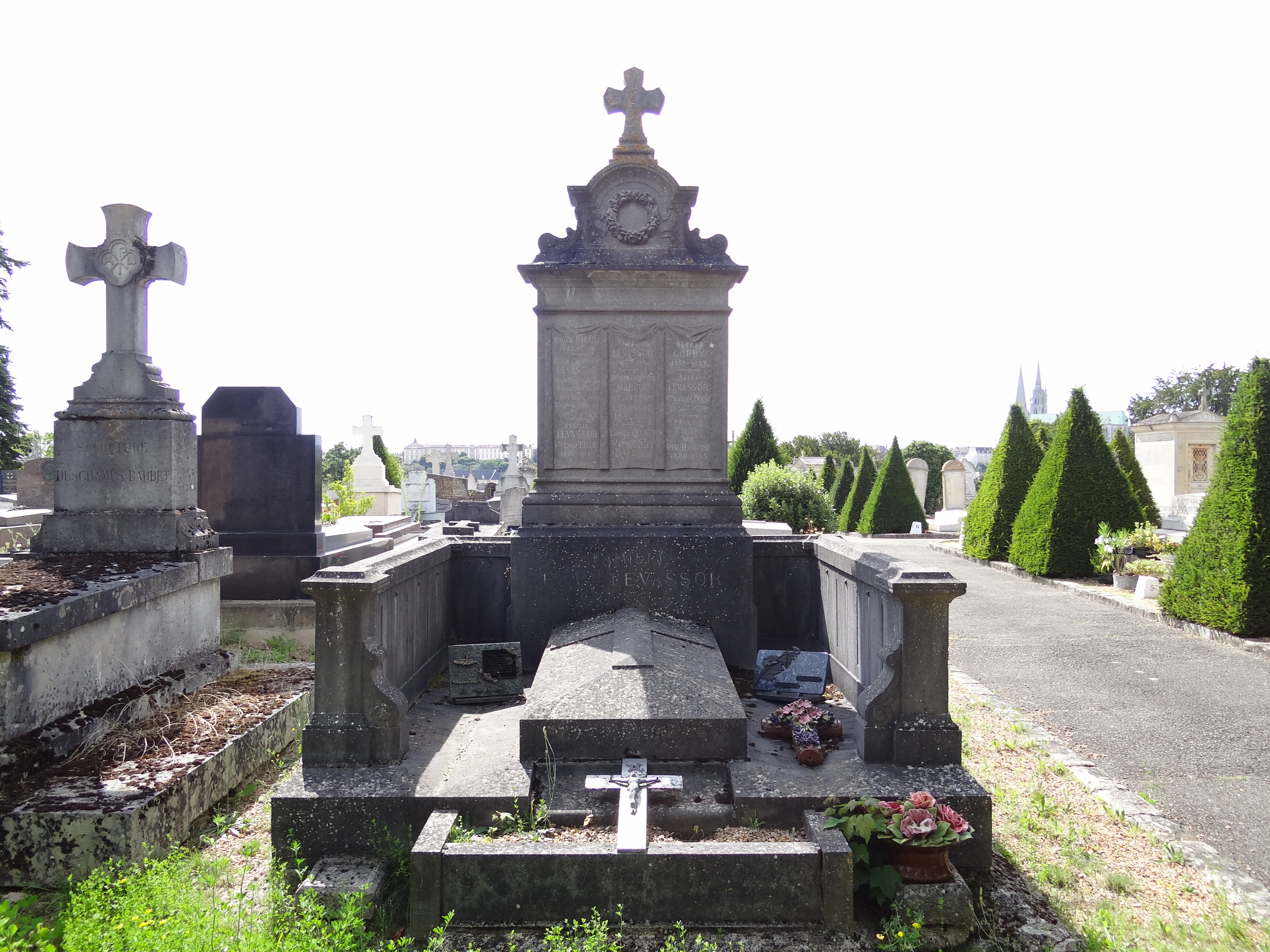
Sépulture de la famille d'Émile Levassor.